# Lusignan Izabella örmény királyi hercegnő
Lusignan Izabella (1333/35 – 1387 után), születési neve: Izabella (Zabel/Zampea), görög neve: Mária, Margit, örményül: Զապել Լուսինյան, franciául: Isabelle de Lusignan, görögül: Ισαβέλλα (Ζαμπέα)/Μαρία/Mαργαρίτα των Λουζινιάν, latinul: Isabella (Elisabeth) Armeniae/de Leziniaco. Örmény királyi hercegnő, Morea úrnője (deszpinája). V. (Lusignan) Leó örmény király elsőfokú unokatestvére és VI. (Kantakuzénosz) János bizánci császár menye. A Lusignan(-Poitiers)-ház örmény ágának utolsó, törvényes házasságból született tagja.

## Élete
A francia eredetű Lusignan(-Poitiers)-család Cipruson uralkodó dinasztiájának örmény ágából származott. Apja II. Konstantin örmény király, édesanyja Szürgiannaina Teodóra bizánci úrnő. Apai nagyapja Türoszi Amalrik (1270/72–1310) ciprusi királyi herceg, Türosz ura, Ciprus kormányzója. Apai nagyanyja Izabella (1276/77–1323) örmény királyi hercegnő, II. Leó (1236–1289) örmény királynak, aki I. Izabella örmény királynő és I. Hetum örmény király fia volt, és Küra Anna (–1285) lamproni úrnőnek a házasságából született. Nagynénje, Mária, akit 12 évesen elsőfokú unokatestvérükhöz, III. Leó örmény királyhoz adtak feleségül 1306-ban, rövidesen megözvegyült, miután 1307-ben a férjét meggyilkolták, azonban még szülei életében, 1309-ben meghalt. Nagyapja, Lusignan Amalrik meggyilkolása (1310) után a nagyanyja, Izabella örmény hercegnő a gyerekeivel örmény hazájába tért vissza 1311-ben. Az apja, aki ekkor még Guido (Vid/Guy) herceg volt, 1317-től Konstantinápolyban élt a nagynénje, Szaven-Pahlavuni Mária (1278–1333) bizánci császárné környezetében. 1323-ban itt érte a hír, hogy meggyilkolták az édesanyját, Izabella örmény hercegnőt az örmény fővárosban, Sziszben. 1324. augusztus 31-én gyermektelenül meghalt az apjának a nagybátyja, II. Henrik ciprusi király, akit a még a nagyapja, Türoszi Amalrik trónfosztott 1306-ban egy időre, és aki csak öccse meggyilkolása után, 1310-ben szerezte vissza trónját. A trónöröklés szerint Türoszi Amalrik még életben maradt fiainak kellett volna örökölnie a trónt az elsőszülöttség rendjében, így elsőként a legidősebb fiúnak, Guidónak, a későbbi örmény királynak, de Amalrik fiait száműzték Ciprusról, így nem foglalhatták el a ciprusi trónt, mely így Amalrik és II. Henrik elhunyt ifjabb öccsének, az idősebb Lusignan Guidónak a fiára, Lusignan Hugóra szállt, aki IV. Hugó néven lett Ciprus királya. Apja elsőfokú unokatestvére, IV. Leó (1308/09–1341) örmény király 1341. augusztus 28-án történt meggyilkolása után, akinek a második felesége, Aragóniai Konstancia Guido nagynénje volt II. Henrik ciprusi király feleségeként, Guido öccse, Lusignan János a régens tisztét töltötte be Örményországban, és mivel Aragóniai Konstancia örmény királyné másodszorra is meddőnek bizonyult, amivel az örmény királyi dinasztia, a Szaven-Pahlavuni-ház Hetumida vonala férfi ágon kihalt, így a női ágat hívták meg az örmény trónra Lusignan Izabella hercegnő apjának a személyében.

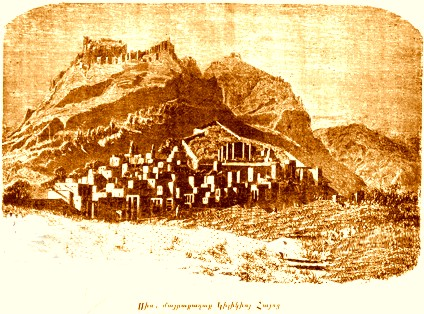
Szisz (Kozan) romjai

A választott örmény király ekkoriban Konstantinápolyban, a bizánci udvarban élt, hiszen kétszer is a bizánci császári ház egy-egy közeli rokonát vette feleségül, másodszor Szürgiannaina Teodórát, ezért János 1342-ig, a bátyja trónra léptéig bátyja nevében gyakorolta az örmény királyi jogokat. Lusignan Guido 1342-ben családja nélkül érkezett meg Örményországba, és II. Konstantin néven koronázták örmény királlyá 1342. októberében örmény rítus szerint Sziszben, az örmény fővárosban. II. Konstantin hiába kérte feleségét, hogy jöjjön utána Örményországba, Teodóra királyné visszautasította, hogy két kiskorú gyermekükkel, a lányukkal, Izabella hercegnővel, valamint egy a forrásokban konkrétan meg nem nevezett ismeretlen nemű gyermekükkel a férje után menjen. Az új király megerősítette öccsét, Jánost a hadsereg-főparancsnoki tisztségben, aki még bátyja uralkodása idején, 1343. augusztus 7-én halt meg az örmény fővárosban, Sziszben, feltételezhetően természetes halállal, amely az örmény királyi ház kevés számú tagjainak volt a kiváltsága. Sziszben is temették el. A római katolikus II. Konstantin 1344-ben fiatalabb öccsét, Bohemondot küldte Avignonba a pápához, VI.Kelemenhez az egyházi unió kérdésében, mely végül végzetesnek bizonyult az első Lusignan-házi örmény uralkodó számára. A nyugatellenes puccsisták II. Konstantint és öccsét, Bohemondot egyszerre gyilkolták meg testőreikkel együtt 1344. november 17-én Adanában. Öccsének, Lusignan Jánosnak a gyerekeit a puccsisták fogva tartották, de később sikerült Ciprusra menekülniük. II. Konstantint előbb helyben, Adanában temették el, majd földi maradványait később átszállították a Tarsusi Székesegyházba.
Izabella 1349-ben feleségül ment Kantakuzénosz Mánuel (1326 körül–1380) moreai despotához, VI. (Kantakuzénosz) János bizánci császár fiához, és ha születtek is gyermekeik, azok korán meghalhattak. Izabella férje 1380-ban halt meg Misztrászban. Izabella 1387 után hunyt el, és a földi maradványait Misztrászban helyezték végső nyugalomra